# Copalo
Copalo är en ort i Mexiko.   Den ligger i kommunen Axtla de Terrazas och delstaten San Luis Potosí, i den sydöstra delen av landet, 220 km norr om huvudstaden Mexico City. Copalo ligger 132 meter över havet och antalet invånare är 635.
Terrängen runt Copalo är huvudsakligen kuperad, men norrut är den platt. Runt Copalo är det ganska tätbefolkat, med 179 invånare per kvadratkilometer. Närmaste större samhälle är Tamazunchale, 12,9 km söder om Copalo. Omgivningarna runt Copalo är en mosaik av jordbruksmark och naturlig växtlighet.